# Трайбс-Гілл (Нью-Йорк)
Трайбс-Гілл (англ. Tribes Hill) — переписна місцевість (CDP) в США, в окрузі Монтгомері штату Нью-Йорк. Населення — 937 осіб (2020).

## Географія
Трайбс-Гілл розташований за координатами 42°56′57″ пн. ш. 74°17′56″ зх. д. / 42.94917° пн. ш. 74.29889° зх. д. (42.949103, -74.298921).  За даними Бюро перепису населення США в 2010 році переписна місцевість мала площу 6,24 км², з яких 5,89 км² — суходіл та 0,35 км² — водойми.

## Демографія
Згідно з переписом 2010 року, у переписній місцевості мешкали 1003 особи в 434 домогосподарствах у складі 288 родин. Густота населення становила 161 особа/км².  Було 455 помешкань (73/км²).
Расовий склад населення:
| - 96,4 % — білих - 1,4 % — азіатів - 0,5 % — чорних або афроамериканців - 0,3 % — корінних американців |

До двох чи більше рас належало 1,3 %. Частка іспаномовних становила 1,7 % від усіх жителів.
За віковим діапазоном населення розподілялося таким чином: 18,5 % — особи молодші 18 років, 61,9 % — особи у віці 18—64 років, 19,6 % — особи у віці 65 років та старші. Медіана віку мешканця становила 46,3 року. На 100 осіб жіночої статі у переписній місцевості припадало 93,6 чоловіків;  на 100 жінок у віці від 18 років та старших — 87,4 чоловіків також старших 18 років.
Середній дохід на одне домашнє господарство  становив 79 938 доларів США (медіана — 54 500), а середній дохід на одну сім'ю — 109 083 долари (медіана — 72 063). Медіана доходів становила 63 103 долари для чоловіків та 43 922 долари для жінок. За межею бідності перебувало 1,1 % осіб, у тому числі 0,0 % дітей у віці до 18 років та 0,0 % осіб у віці 65 років та старших.
Цивільне працевлаштоване населення становило 392 особи. Основні галузі зайнятості: виробництво — 26,8 %, освіта, охорона здоров'я та соціальна допомога — 17,6 %, публічна адміністрація — 12,2 %, роздрібна торгівля — 9,9 %.